# 唐船ドーイ
唐船ドーイ（とーしんドーイ）は、琉球民謡の代表的なカチャーシー（三線の速弾き）の曲。エイサーのトリの定番で祝い歌の一つである。沖縄では「唐船ドーイ」が流れると、無条件に踊り出すと言われるほど有名な琉球民謡の中でも最もポピュラーな曲の一つであり、THE BOOMなどいろいろな音楽家にも歌われている。元来は今ほどの速弾きではなかったが、カチャーシーの定番曲と言われるようになってからは競うように速弾きのスタイルが広まっている。また、沖縄都市モノレール線（ゆいレール）において壺川駅到着を予告するチャイムにも用いられている。

## 歌詞
「唐船ドーイ」は「（琉球王朝時代）中国からの（貿易）船だぞー」という意味である。

### 歌詞
唐船（とーしん）ドーイさんてーまん

いっさん走（ばー）えーならんしや（囃子：ユーイヤナ）

若狭町村（わかさまちむら）ぬ（囃子：さー）

瀬名波（しなふぁ）ぬタンメー（囃子：ハイヤセンスルユイヤナ　イヤッサッサッサ...）

嘉利吉（かりゆし）ぬ遊（あし）び

うち晴りてぃからや（囃子：ユーイヤナ）

夜（ゆ）ぬ明きてぃ太陽（てぃだ）ぬ（囃子：さー）

上がる迄（までぃ）ん

（囃子：ハイヤセンスルユイヤナ　イヤッサッサッサ...）

エイサー小（ぐゎ）や習てぃ

何処（まー）に向（ん）かてぃ行ちゅが?（囃子：ユーイヤナ）

足（ひさ）ぬ向くままに（囃子：さー）

向かてぃ行ちゅさ

（囃子：ハイヤセンスルユイヤナ　イヤッサッサッサ...）

此（く）ぬしんか揃（する）てぃ

御祝（うゆうぇー）始みりば（囃子：ユーイヤナ）　

明日（あちゃ）からぬ明後日（あさてぃ）（囃子：さー）

御祝（うゆうぇー）続（ちぢ）く

（囃子：ハイヤセンスルユイヤナ　イヤッサッサッサ...）

北谷（ちゃたん）からやしが

遊（あし）ばすみ?二才達（にせたー）（囃子：ユーイヤナ）

遊（あし）ばさんありば（囃子：さー）

戻て（むどぅてぃ）行ちゅみ?

（囃子：ハイヤセンスルユイヤナ　イヤッサッサッサ...）

音（うとぅ）に豊（とぅゆ）まりる

大村御殿（うふむらうどぅん）ぬ栴檀（しんだん）木（囃子：ユーイヤナ）

那覇（なふぁ）に豊（とぅゆ）まりる（囃子：さー）

久茂地（くむじ）ぬほーいガジュマル木

（囃子：ハイヤセンスルユイヤナ　イヤッサッサッサ...）

あぶし越（くぃ）る水（みじ）や

うやぎりば止まる（囃子：ユーイヤナ）

わした若者（わかむん）や（囃子：さー）

止（とぅ）みぬなゆみ

（囃子：ハイヤセンスルユイヤナ　イヤッサッサッサ...）

汝達門（いったじょー）に待ちゅみ?

風車（かじまや）に待ちゅみ?（囃子：ユーイヤナ）

なりし風車（かじまや）や（囃子：さー）

ましやあらに?

（囃子：ハイヤセンスルユイヤナ　イヤッサッサッサ...）

遊（あし）ばちん美（ちゅ）らさ

踊（うどぅ）らちん美（ちゅ）らさ（囃子：ユーイヤナ）

うぬひゃ産ちぇる親（うや）（囃子：さー）

神がやゆら

（囃子：ハイヤセンスルユイヤナ　イヤッサッサッサ...）

てぃんさぐぬ花や

爪先（ちみさち）に染（す）みてぃ（囃子：ユーイヤナ）

親（うや）ぬ言（ゆ）し事（ぐぅとぅ）や（囃子：さー）

肝（ちむ）に染（す）みり

（囃子：ハイヤセンスルユイヤナ　イヤッサッサッサ...）

汝達門（いったーじょう）に待ちゅみ?

風車（かじまやー）に待ちゅみ?（囃子：ユーイヤナ）

なりし風車（かじまやー）（囃子：さー）

ましやあらに?

（囃子：ハイヤセンスルユイヤナ　イヤッサッサッサ...）

ちんけりりけりり

後原（くしばる）にけりり（囃子：ユーイヤナ）

港小（んなとぅぐゎ）にけりり（囃子：さー）

あさぎナビ小（ぐゎ）

（囃子：ハイヤセンスルユイヤナ　イヤッサッサッサ...）

遊（あし）ばちん美（ちゅ）らさ

踊（うどぅ）らちん美（ちゅ）らさ（囃子：ユーイヤナ）

うぬひゃ産ちぇる親（うや）や（囃子：さー）

神がやゆら

（囃子：ハイヤセンスルユイヤナ　イヤッサッサッサ...）

あんしうまくーやてぃる

島や何処（まー）二才達（にせたー）（囃子：ユーイヤナ）

島や中城（なかぐしく）（囃子：さー）

花ぬ伊舎堂

（囃子：ハイヤセンスルユイヤナ　イヤッサッサッサ...）

けー舞（も）り舞（も）りさんてーまん

我が舞（も）らねうちゅみ?（囃子：ユーイヤナ）

さらば飛（とぅ）ん立ちゃい（囃子：さー）

けー舞（も）てぃみしら

（囃子：ハイヤセンスルユイヤナ　イヤッサッサッサ...）

打ち鳴らし鳴らし

四（ゆ）ち竹（だき）や鳴らち（囃子：ユーイヤナ）

鳴らす四（ゆ）ち竹（だき）ぬ（囃子：さー）

音（うとぅ）ぬ美（ちゅ）らさ

（囃子：ハイヤセンスルユイヤナ　イヤッサッサッサ...）

### 現代日本語訳
唐からの船だぞー!と言ったところで

一目散に走らないのは（囃子：ユーイヤナ）

若狭町村の瀬名波のおじいさん

（囃子：ハイヤセンスルユイヤナ）
上記は1番の歌詞であり、これはほぼ定式化している。ただし2番以降の歌詞には無数のバリエーションがあり、掲載はあくまでも一例である。また、三線フィチャー（弾く人）やその場の雰囲気によっては10番以上延々と続くこともある。
また、囃子のユイヤナーは演者によってユイヤネーと歌われたり、三線の楽譜である工工四も多少の違いが見受けられる。
琉歌の形式を取り、演者によっては他の琉球民謡の歌詞を乗せて（例：てぃんさぐぬ花など）歌うこともあり、バリエーションには枚挙にいとまがない。
因みに若狭町村とは那覇にある波上宮側の海に面した場所である。昔の沖縄では士族の老人の事を「タンメー」、平民の老人の事を「ウスメー」と呼んでいた事から、「唐船ドーイ」の1番で歌われる瀬名波のタンメーとは高位の老人であったと思われる。